# Ancylosis palianytsia
Ancylosis palianytsia — вид лускокрилих комах з родини вогнівок (Pyralidae). Описаний у 2022 році.

## Назва
Вид описаний у 2022 році українським ентомологом Віктором Єпішіним, працівником Інституту еволюційної екології Національної академії наук України в Києві. Назва виду походить з українського слова «паляниця», яке стало одним із символів українського спротиву під час російського вторгнення 2022 року. Вимова слова «паляниця» використовувалася для перевірки ворогів, які не вміли правильно вимовити дане слово.

## Поширення
Ендемік Афганістану. Поширений на північному сході країни на висоті 1100—1700 м над рівнем моря.